# Campos de Arenoso

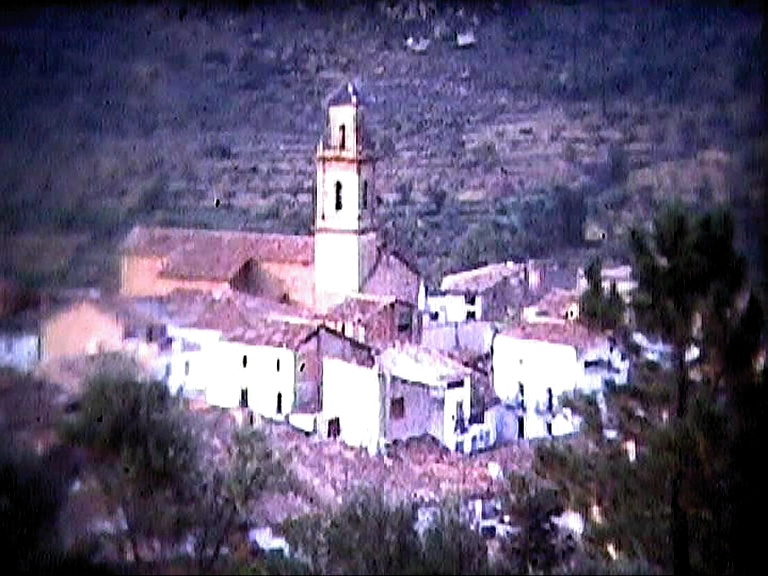
Vista de Campos de Arenoso en los años 60.

Campos de Arenoso es un desaparecido municipio de la provincia de Castellón, comarca del Alto Mijares, que fue inundado por las aguas del embalse de Arenoso a finales de 1977. Su término municipal fue incluido en el de Montanejos en 1974.
Campos de Arenoso estaba situado en un meandro del río Mijares, entre Montanejos y la Puebla de Arenoso. Poseían una gran extensión de cultivos de regadío, gracias a una amplia red de acequias. También se explotaban los pinares de su término municipal y se pastoreaban ovinos y caprinos.

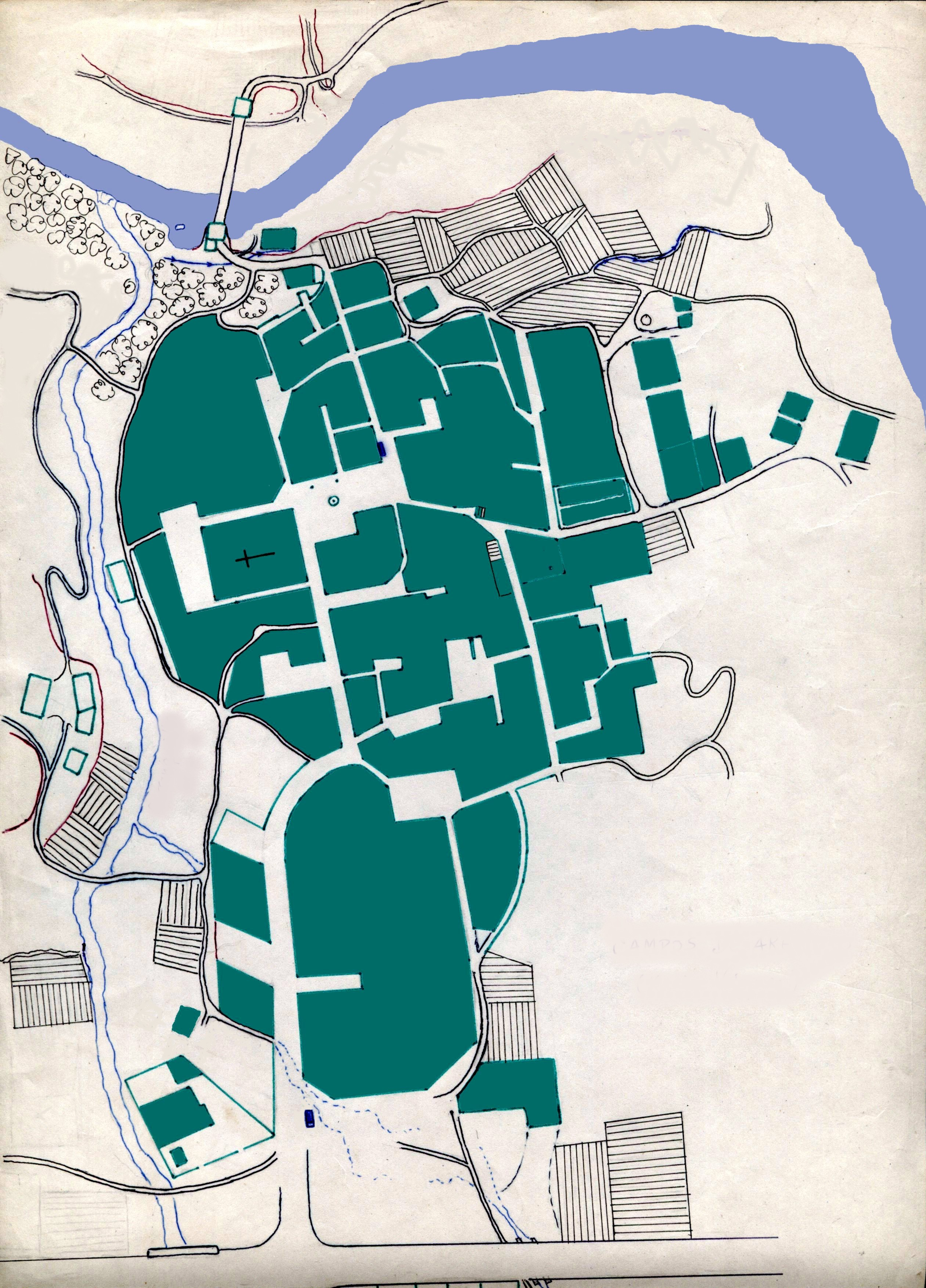
Plano de Campos de Arenoso
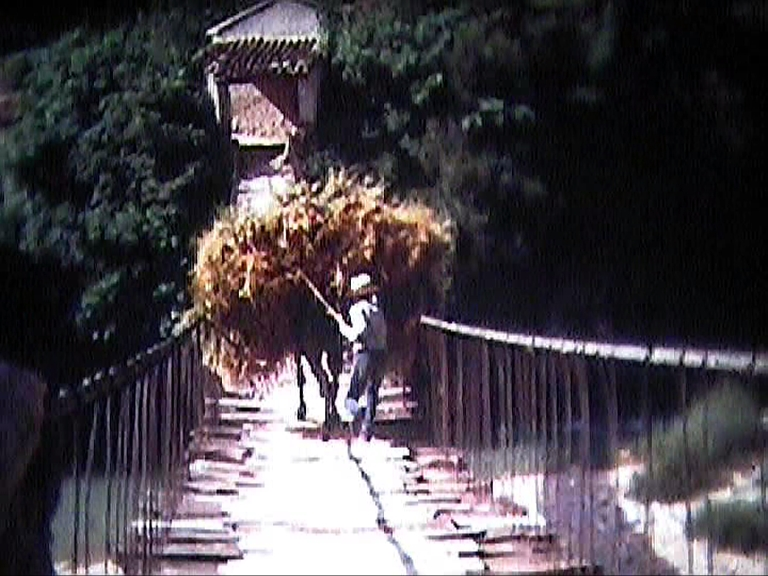
Puente colgante de Campos de Arenoso
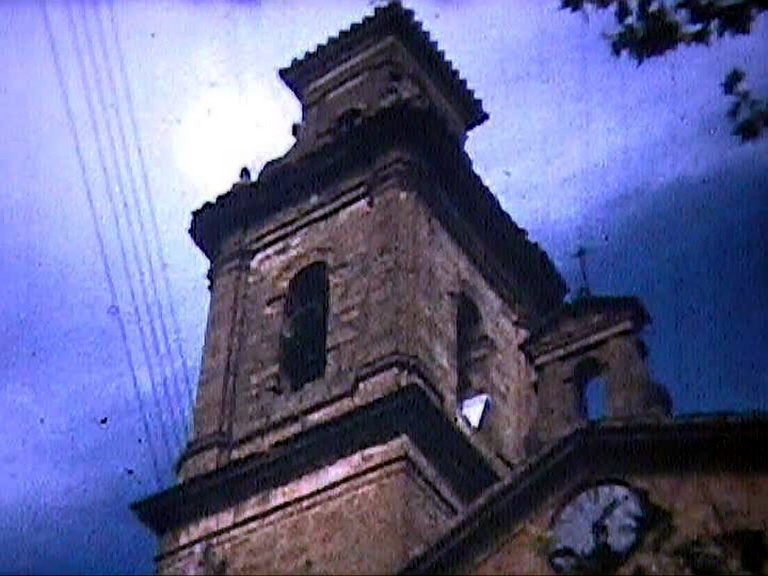
Campanario de la iglesia de Campos de Arenoso
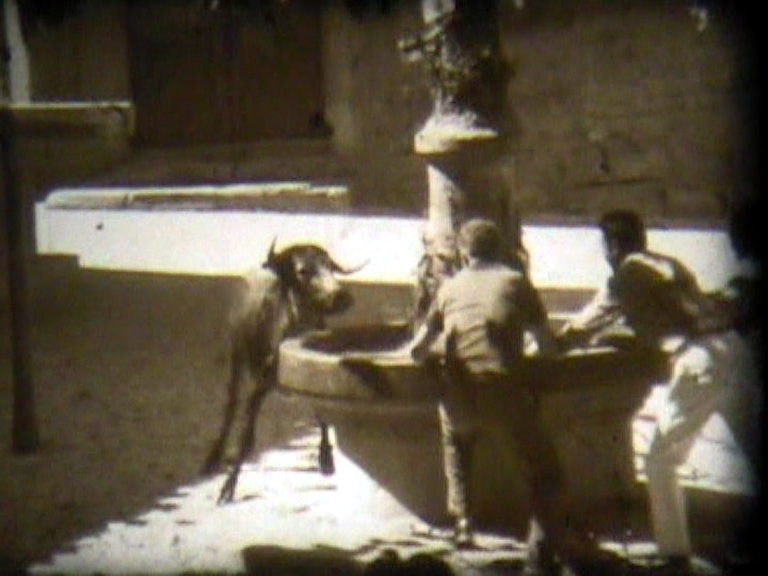
Toros en la Plaza Mayor

## Demografía
| Gráfica de evolución demográfica de Campos de Arenoso entre 1857 y 1970 |
| |
| Población de derecho según los censos de población del INE Población de hecho según los censos de población del INEEntre el censo de 1857 y el anterior, aparece este municipio porque se segrega del municipio Puebla de Arenoso En estos censos se denominaba Campos: 1857 y 1860 Entre el censo de 1981 y el anterior, este municipio desaparece porque se integra en el municipio Montanejos |